# 新潟県立西新発田高等学校
新潟県立西新発田高等学校（にいがたけんりつにししばたこうとうがっこう）は、新潟県新発田市西園寺4丁目に位置する公立高校。

## 設置学科
- 全日制課程
  - 普通科
- 2018年（平成30年）度より単位制へと移行。

## 沿革
- 1903年 - 新発田高等女学校開校
- 1948年 - 新発田女子高等学校と改称、定時制普通科設置
- 1950年 - 西新発田高等学校と改称
- 1985年 - 男女共学施工
- 2002年 - 創立100周年
- 2012年 - 創立110周年

## 校歌
- 『新潟県立西新発田高等学校校歌』（作詞：相馬御風・作曲：弘田龍太郎）

## 交通
- JR白新線・羽越本線 新発田駅より徒歩30分
- JR白新線 西新発田駅より徒歩25分
- 新潟交通観光バス 「西園一丁目東」バス停（県道32号沿い）より徒歩5分
- 市街地循環あやめバス 「西新発田高校前」バス停より徒歩3分